# Julius Sabatauskas
Julius Sabatauskas (ur. 1 kwietnia 1958 w Syktywkarze) – litewski działacz społeczny i polityk, samorządowiec związany z Olitą, poseł na Sejm Republiki Litewskiej.

## Życiorys
Urodził się w rodzinie litewskich zesłańców w Republice Komi. W 1968 przyjechał na Litwę, gdzie ukończył szkołę średnią w Janowie (1976) oraz Kowieński Instytut Politechniczny (1981). W 2003 uzyskał w trybie zaocznym tytuł zawodowy magistra prawa i administracji na Uniwersytecie Michała Römera w Wilnie.
W 1981 zamieszkał w Olicie, gdzie pracował w fabryce lodówek (późniejszej spółce akcyjnej Snaigė) oraz w przedsiębiorstwie Alytaus kranai zajmującym się produkcją żurawi. W 1990 należał do inicjatorów upamiętnienia litewskich zesłańców w Republice Komi poprzez wzniesienie w Syktywkarze Słupów Giedymina. O jego rodzinnej wyprawie na północ Rosji opowiada wydana przez Rimvydasa Racėnasa książka Komių žemėje. Również w 1990 wybrano go po raz pierwszy do rady miejskiej w Olicie. Mandat utrzymywał w kolejnych wyborach z 1995, 1997 i 2000. Stał na czele rady (1990–1995), wchodził również w skład zarządu miasta (1997–2000).
W latach 1993–1994 pełnił funkcję dyrektora spółki akcyjnej Gebenė. Prowadził sekretariat Rady Miejskiej w Olicie (1994–1995) oraz stał na czele Państwowej Inspekcji Podatkowej w tym mieście (1995–1998). Później pracował również w samorządowych służbach kontrolnych. Należał do inicjatorów powstania olickiego funduszu na rzecz wspierania studentów, którego był przewodniczącym do 2003. W 2002 stanął na czele Litewskiej Federacji Szachowej.
W 1995 zasiadł we władzach Litewskiej Partii Socjaldemokratycznej, do której wstąpił w 1989. Do 2003 był przewodniczącym oddziału ugrupowania w Olicie. W wyborach parlamentarnych z 2000 uzyskał mandat poselski z listy krajowej socjaldemokratycznej koalicji Algirdasa Brazauskasa. W Sejmie pracował w komisjach prawa i porządku prawnego oraz komisji petycyjnej. Po raz kolejny został wybrany na deputowanego w 2004 (jako niezależny). Mandat poselski odnawiał również z ramienia LSDP w wyborach w 2008, 2012, 2016, 2020 i 2024.